# Tonatge de pes mort

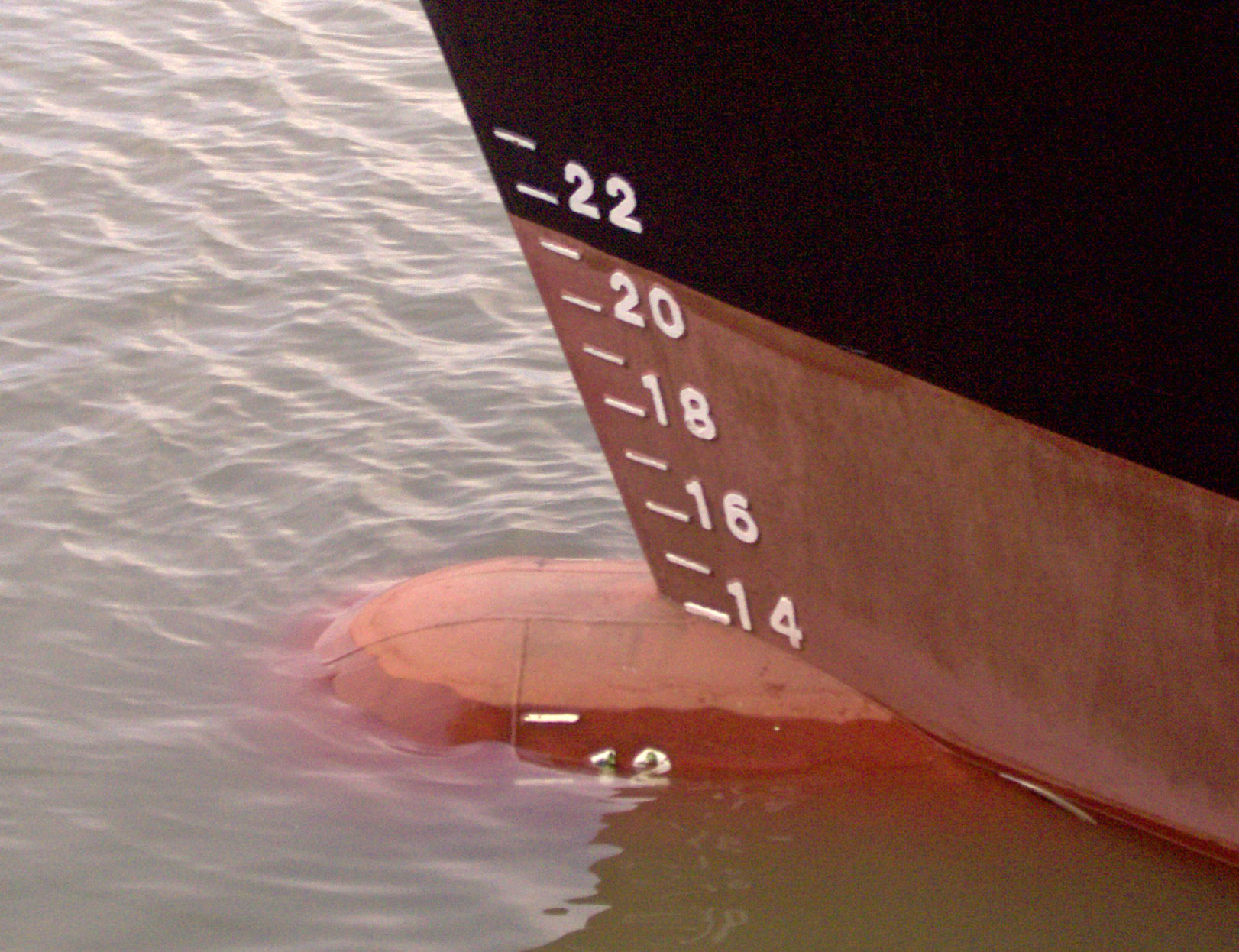
Marques de flotació al buc del vaixell.

El tonatge de pes mort, TPM, o dwt (acrònim del terme en anglès Deadweight tonnage), és la mesura per determinar la capacitat de càrrega sense risc d'una embarcació, el valor s'expressa en tones mètriques. També és la forma de mesurar la mida d'una flota, com a sumatori del dwt de cadascuna de les unitats que la formen.
Consisteix en la suma dels pesos que transporta un vaixell, i inclou el carregament, el combustible propi del vaixell, les provisions, l'aigua dolça per a consum humà, l'aigua de llast, la tripulació, els passatgers i els seus equipatges.
El terme s'usa sovint per a indicar el màxim pes mort, és a dir el seu tonatge de pes mort quan el vaixell es troba completament carregat, de manera que el seu francbord estigui al punt de submersió. Aquest pes mort és la diferència entre el desplaçament d'un vaixell a plena càrrega i el desplaçament en rosca (vaixell buit pròpiament dit).
En el vocabulari navilier es designen com a «de poc port» o «de port menor» les embarcacions menors d'unes 1.000 t de pes mort (pesquers menors, iots, barcasses, etc.), La xifra no és exacta, però les regulacions d'alguns països ho especifiquen. Els vaixells que superen aquest valor es coneixen com a «vaixells de port» o, si són molt grans, «vaixells de gran port ».